# 萌えろDownhill Night -峠最速伝説-
『萌えろDownhillNight-峠最速伝説-』（もえろダウンヒルナイトとうげさいそくでんせつ）は、2005年にTOPから発売されたアダルトゲームである。基本的にアドベンチャーパートとレースパートで物語が進んでいく。レースパートでは、主人公がナビゲーターとなり、ドライバーに様々な指示を出すことによってレースを進めていく。操作はアドベンチャーパートと同じ選択肢方式だが、制限時間が設けられており、時間内に選択肢を選ばないと敗北となり、ゲームオーバーになってしまう。続編に萌えろDownhill Night 2がある。

## 登場人物
大地　翔（だいち　しょう）
本作の主人公で、二重人格。そば屋「二八」でバイトをしている。主に出前や買出しなどの雑用係。そばの出前中に未知と出会い、それ以来もうひとつの人格が現れるようになる。その人格は、主にバトル時に現れ、未知へ的確な指示を与え、バトルで勝利を導く。
また、性行為に及ぶときももうひとつの人格が現れる。
此ノ崎　未知（このさき　みち）:声:長崎みなみ
19歳。父親の手伝いでタクシードライバーをしている。最初は父親のマークⅡに乗っているが、途中でCR-Xを購入する。
天然という言葉がぴったしなくらいボケた性格としていて、翔のことを伝説の走り屋と勘違いし、ナビを頼んでしまう。
矢野　麻璃亜（やの　まりあ）:声:歌織
23歳。シスターをしている。愛車はFD型RX-7で、峠での通り名は「蒼き狼」である。
なによりもRX-7を大事にしている。
大黒屋　京子（だいこくや　きょうこ）:声:吉川華生
20歳。ST205型のセリカに乗っており、走り屋チーム「紅孔雀」のリーダーでもある。呉服屋の娘だが、跡を継ぎたいとは思っていない。
翔を伝説の走り屋と勘違いし、リベンジのために勝負を挑む。
琴里　優菜（ことさと　ゆうな）声:松永雪希
18歳の学生。S14の助手席で、創に指示を出す。
たまに足をだしてアクセルを押さえつける癖があり、大変危険である。
リリー・テイル声:山口優子
20歳、レースクイーンのアルバイトをしている。ランサーエボリューションのナビゲーターをしており、世界に通用するナビを目指している。
日本語も得意だったり、そばを食べたりと、外国人らしくない一面もある。
三江田　圭二（みえだ　けいじ）
自称姫田最速チーム「薄刃陽炎」のリーダーで、自称「スピードスター」
実際はそれほど速くない。
琴里　創（ことさと　はじめ）
優菜の兄で、S14のドライバー。気弱な性格。
大庭　力也（おおば　りきや）
ランエボのドライバーで、陽気な性格。外見もゴツイ。翔の旧友でもある。
リリーと付き合っていて、リリーに手を出そうとするものを許さない。
戸隠（とがくし）
　　そば屋「二八」の店主。

## 登場車種
主人公、及び対戦相手の搭乗車両
- TOYOTA・JZX100 MARK-Ⅱ 前期型、色はグリーンで車体の横に白のラインが入ったタクシー仕様。

　　MTなのでグレードはツアラーVだが、ホイールはグランデ用のもの、さらにエンブレムは個人タクシーのロゴに変えられているため、外見から見分けることは不可能。
- TOYOTA・AE86 SPRINTER TRUENO GT-APEX 前期型。色は赤と黒のツートンで、社外ホイールやエアロなどを装着している。

　　様々なステッカーが貼られているが、中でも特徴的なのはリアウィンドウに大きくはられた「薄刃陽炎」とドアに張られた「MONSTER」のステッカーである。一部のエンディング時にはターボを搭載する。
- MAZDA・FD3S ANFINI RX-7 Type R 前期型、色は青で大型のリアスポイラーと社外ホイールを装着している。

　　リップスポイラーもボディ同色に塗装している。ステッカー類は一切貼っていない。
- TOYOTA・ST205 CELICAGT-FOUR 。色は赤で、TRD製の大型のリアスポイラー（カレン用）に社外エアロ、ホイールを装着している。

　　さらに「紅孔雀」と、大きなステッカーを貼っている。しかし、表記はST205だが、実際はカレンにセリカのフロントを組み込んだセリカレンで、2ドアである。（アニメ版頭文字Dの御木と同じく輸出仕様）
- HONDA・AS BALLADE SPORTS　CR-X 後期型、色は白のタクシー仕様。

　　社外ホイールとGTウイングが装着されているが、最後のバトルではそれらが別タイプのものに変更され、ボンネットとドアの一部がカーボン仕様となる。また、その際にタクシーランプが取り外されてしまう。
- NISSAN・S14 Silvia 後期型、色は黄色で大きなダクトの開いたボンネットと社外品のグリルとホイール、GTウイングを装着している。
- MITSUBISHI・CP9A LANCER EVOLUTION V GSR 通称エボⅤ。色は黒で、ラリー風のカラーリングが施されている。スポンサーデカールも実在するものによく似たデザインのステッカーが貼ってある。

バトルシーンはないが、作品内に登場する車両
- NISSAN・BNR32 SKYLINE GT-R 黒色で、大型のフォグランプとGTウイングを装着。
- NISSAN・180SX　後期型、赤色で社外エアロとホイールを装着。

　　リアウィンドウには「紅孔雀」のステッカーが貼られている。ピラーから上は黒で塗装してある。
- NISSAN・S13 Silvia 赤色で社外エアロとホイールを装着。

　　ボンネットに「BRF」というステッカーが貼ってあり、車体には縦に黒のラインが2本入っている。ムービーは用意されていない。
- HONDA・EG6 Civic 薄い紫。「薄刃陽炎」のステッカーがリアウィンドウに貼られている。ムービーは用意されていない。
- MAZDA・FC3S SAVANNA RX-7 麻璃亜が走り屋となるきっかけになった車。セリフの中にしか登場しない。